# Half a Man
Half a Man è un cortometraggio muto del 1925 diretto da Joe Rock e Harry Sweet. Venne prodotto da Joe Rock con Stan Laurel.

## Trama
La comica rivisita in chiave grossolana e farsesca le avventure di Robinson Crusoe. Stan Laurel (il famoso Stanlio del celebre duo comico con Oliver Hardy), interpreta Winchell, un pasticcione a bordo di una nave da crociera che naufraga su di un'isola sperduta nell'Oceano Pacifico. Trovandosi in compagnia di altre passeggeri, Winchell passerà tanti guai quando s'incontra con i nativi dell'isola.

## Produzione
Il film fu prodotto dalla Joe Rock Comedies e dalla Standard Photoplay Company. Venne girato all'isola di Santa Catalina in California.

## Distribuzione
Distribuito dalla Selznick Distributing Corporation, il cortometraggio uscì nelle sale cinematografiche USA il 30 agosto 1925.